# موزه منطقه‌ای پرم
موزه منطقه‌ای پرم، که با نام موزه افسانه‌های محلی پرم نیز شناخته می‌شود، موزه‌ای است که در پرم، سرزمین پرم، روسیه واقع شده است. این موزه که در سال ۱۸۹۰ تأسیس شد، قدیمی‌ترین و بزرگ‌ترین موزه پرم است. این موزه تعدادی نمایشگاه دائمی و موقت را در خود جای داده و یک جاذبه گردشگری است.

## توضیحات

### تاریخچه
در سال ۱۸۷۰، گروهی از روشنفکران روسی انجمن دوستداران علوم طبیعی اورال را در یکاترینبورگ تأسیس کردند. این انجمن به مطالعه علوم طبیعی، به ویژه علوم مرتبط با تاریخ طبیعی کوه‌های اورال و مناطق اطراف آن اختصاص داشت. این انجمن به گسترش حوزه‌های مطالعاتی و عضویت خود ادامه داد و در نهایت کمیسیون‌هایی را در چندین شهر تأسیس کرد. در نوامبر ۱۸۹۰، یک کمیسیون جدید اولین جلسه خود را در پرم برگزار کرد و این تاریخ به عنوان تاریخ تأسیس موزه مدرن پرم در نظر گرفته می‌شود. این کمیسیون شروع به کار بر روی ایجاد یک موزه عمومی در پرم کرد و این اولین ساختمان در ۲۵ ژانویه ۱۸۹۴ برای عموم افتتاح شد.
در سال ۱۸۹۷، موزه به مکان جدیدی در خیابان پتروپاولوفسکایا منتقل شد. همزمان با این جابجایی، انجمن جدیدی تأسیس شد که نام موزه را به موزه علمی و صنعتی پرم تغییر داد. موزه جدید دوره‌های آموزشی رایگان و سخنرانی‌هایی از دانشمندان برجسته ارائه می‌داد. در سال ۱۹۰۱، موزه از برنامه‌ای (موزه سیار مواد آموزشی) برای کمک به مدارس محلی در آموزش ادبیات آموزشی حمایت مالی کرد. طبق گفته موزه، این موزه تا زمان تأسیس دانشگاه ایالتی پرم در سال ۱۹۱۶، تنها مؤسسه آموزش عالی در پرم بود.
پس از انقلاب روسیه و متعاقباً تشکیل اتحاد جماهیر شوروی در سال ۱۹۱۹، موزه توانست به فعالیت خود ادامه دهد. با این حال، در سال ۱۹۲۰ بودجه دولتی به موزه به شدت کاهش یافت و موزه تنها پول کافی برای نگهداری و گرمایش ساختمان داشت. در دوران شوروی، موزه چندین بار جابجا شد، ابتدا در سال ۱۹۲۰ به محل سکونت سابق اسقف، سپس در سال ۱۹۳۱ به یک کارخانه سابق خرازی و در سال ۱۹۴۱ به خوابگاه یک مؤسسه پزشکی سابق. با این حال، به تدریج املاکی از جمله ساختمان‌های متروکه و زمین‌هایی که قبلاً متعلق به کلیسا بودند، به موزه واگذار شد. علاوه بر این، موزه توانست اکثر مجموعه خود را دست نخورده نگه دارد و آثار باستانی جدیدی را به دست آورد. این موزه در سال ۱۹۵۷ به موزه منطقه‌ای پرم برای فرهنگ محلی تغییر نام داد
این موزه در اواخر دوران شوروی به گسترش خود ادامه داد و برخی از املاک قدیمی خود را دوباره به دست آورد و برخی از موزه‌های کوچک‌تر منطقه را نیز جذب کرد. این مؤسسه از فروپاشی اتحاد جماهیر شوروی جان سالم به در برد و در فدراسیون روسیه رونق گرفت و با همکاری موزه تاریخی دولتی در مسکو، میزبان نمایشگاه بزرگی در مورد پرم در سال ۲۰۰۰ بود. این موزه نام فعلی خود را در سال ۲۰۰۷ به دست آورد و در نوامبر همان سال، ساختمان اصلی موزه به مکان فعلی خود، خانه تاریخی مشکوف، منتقل شد.

### مجموعه
این موزه به تدریج در طول تاریخ یک قرنی خود، مجموعه خود را تکمیل کرد. این موزه تعدادی از آثار باستانی و فرهنگی (که برخی از آنها توسط افراد برجسته محلی اهدا شده بود) و همچنین مجموعه‌ای گسترده از فسیل‌ها و استخوان‌ها را به دست آورد. علاوه بر مجموعه اصلی در ساختمان اصلی موزه، این موزه نه شعبه دیگر در پرم و مناطق اطراف آن دارد.

## نگارخانه

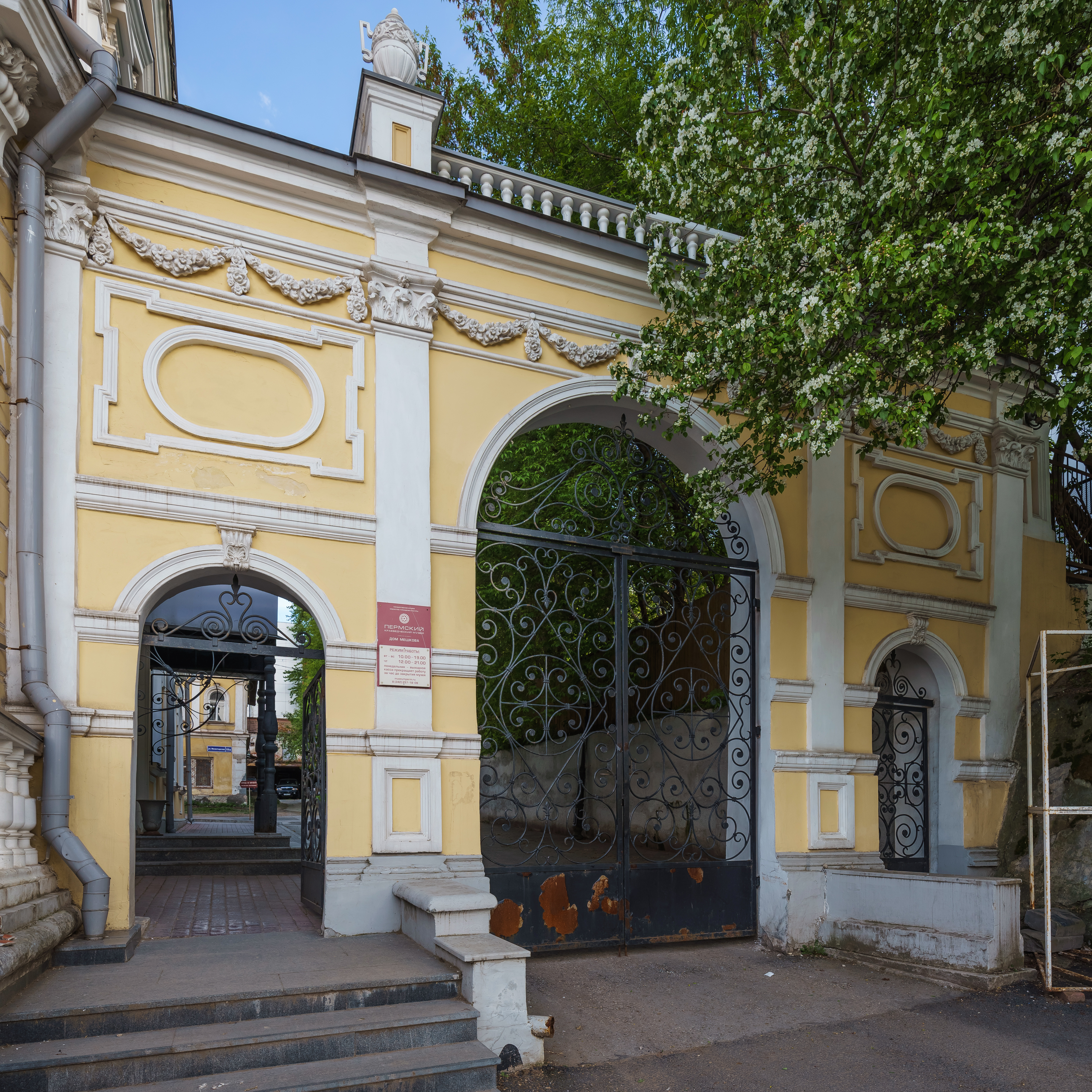
گیتس
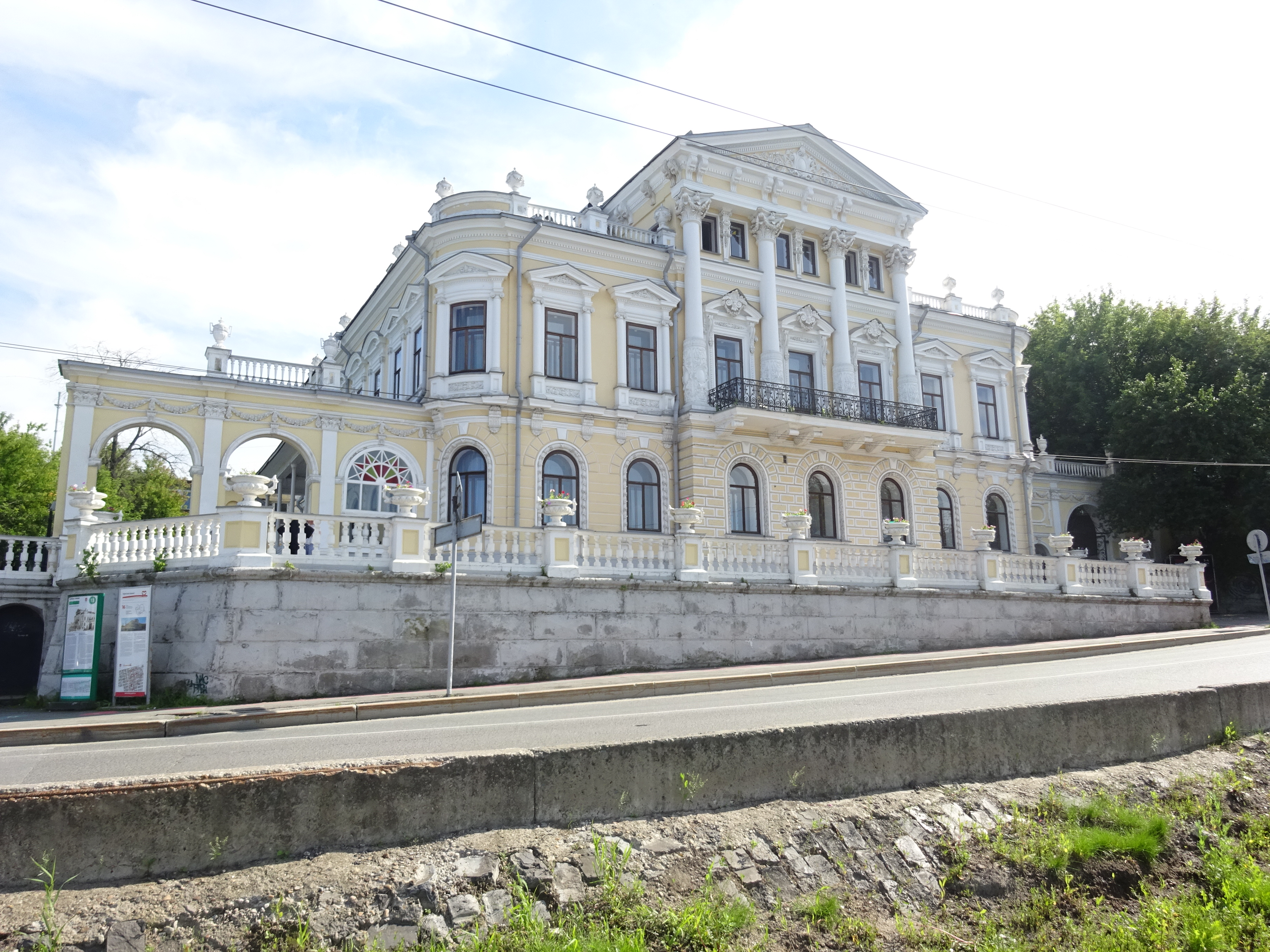
۲۰۱۹